# صومعه ساحلی سنت سرگیوس
صومعه ساحلی سنت سرگیوس (Сергиева Приморская пустынь) یک صومعه ارتدکس روسی در منطقه ساحلی استرلنا نزدیک به سن پترزبورگ است. این صومعه یکی از ثروتمندترین صومعه‌های امپراتوری روسیه بوده و در گذشته شامل هفت کلیسا و بسیاری از نمازخانه ها بوده است.

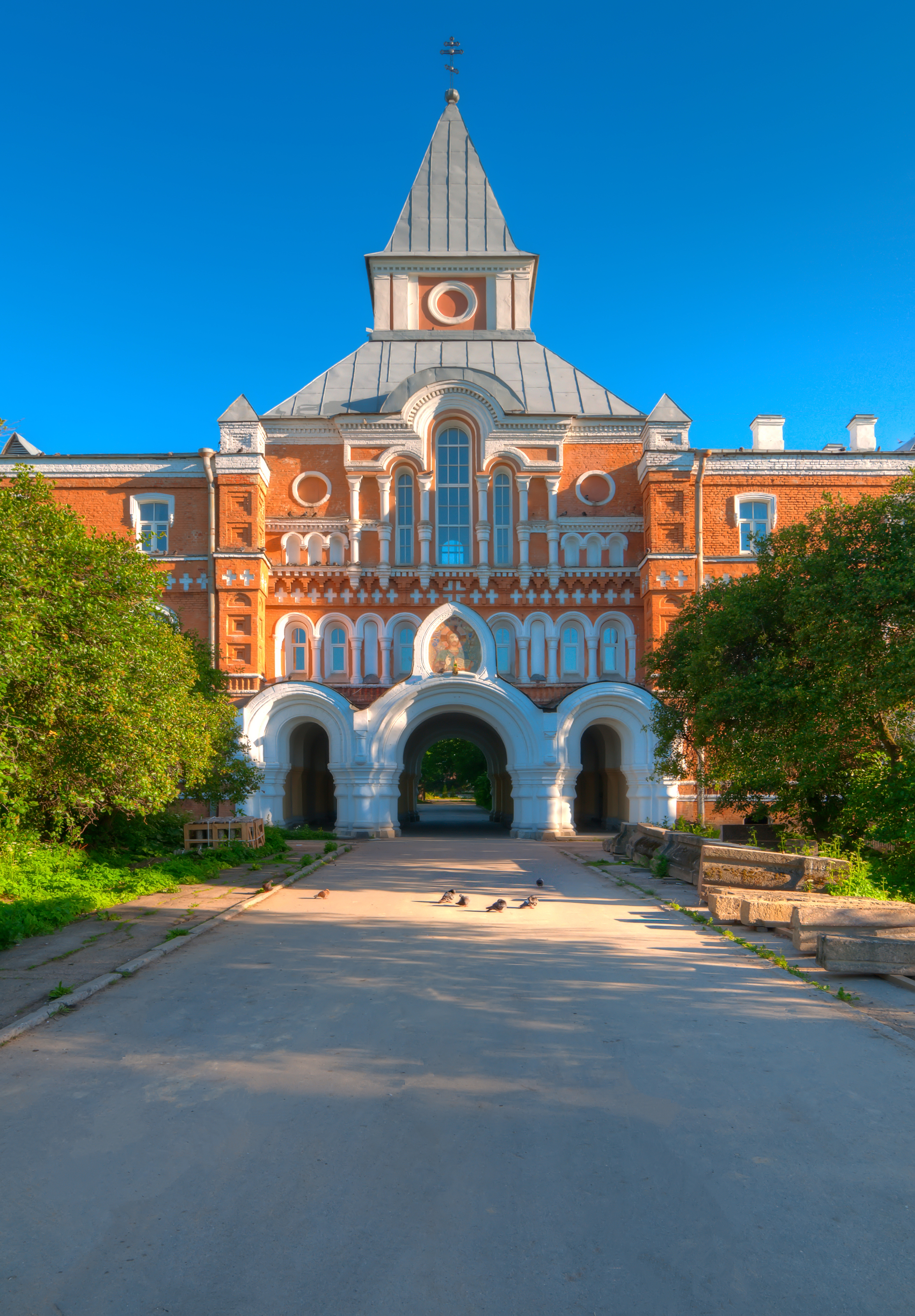
ورودی اصلی صومعه